# 바도 FC 1913
바도 풋볼 클럽 1913(Vado Football Club 1913)는 이탈리아 바도리구레의 축구 클럽으로, 줄여서 바도로 불린다. 1922년 코파 이탈리아의 초대 우승을 이룬 역사가 있다.